# Marcial Pons
Marcial Pons est une maison d'édition madrilène spécialisée dans la publication d'ouvrages de référence en histoire (imprint « Marcial Pons Historia ») et en sciences juridiques (« Marcial Pons Ediciones Jurídicas ») fondée par Marcial Pons Abejer (1915-2011) dans les années 1990,.
Le projet est la continuation de la librairie indépendante Marcial Pons fondée en 1948, en plein franquisme,.